# MODECO
MODECO（モデコ）は株式会社サリーレーベルが運営するファッションブランド。 
製造工場で発生する端材、規格外の素材、廃材などを有効活用して、モード性を伴うデザインでバッグなどの商品を製造・販売するブランドで、MODECOとはモード×エコの意味。 
これまで製品に素材使用されている端材・廃材は、車のシートベルト・タイヤチューブ、消防服、フローリングの床材、ソファ・パンプス・ブーツに使われる合成皮革など。 
製品はすべて国内の工場で製造されている。PorterやAmeriなどが、同ブランドに影響を受けたデザインのコレクションを発売した。 
デザイナー兼ブランド代表の水野浩行は1985年名古屋市生まれ。音楽活動を経たのち、製造の場での素材の大量廃棄を目の当たりにしたことがきっかけで、2013年に株式会社サリーレーベル（愛知県名古屋市大須）を立ち上げ、エシカルファッションブランドMODECOをスタートさせた。 